# Yakabi-jima
Yakabi-jima (jap. 屋嘉比島) ist eine japanische Insel in der Präfektur Okinawa. Sie ist Teil der Kerama-Inseln, die wiederum zu den Ryūkyū-Inseln gehören.

## Geographie
Die Insel liegt in der subtropischen Klimazone. Sie hat eine Fläche von etwa 1,3 km² und die höchste Erhebung liegt bei 214 m. Die Insel gehört zur Gemeinde Zamami.
| Aka-jima |

| Amuro-jima |

| Fukaji-jima |

| Geruma-jima |

| Gishippu-jima |

| Keise-Inseln |

| Kuroshima |

| Kuba-jima |

| Mae-jima |

| Tokashiki-jima |

| Yakabi-jima |

| Zamami-jima |

| Okinawa Hontō |

Yakabi-jima und der Rest der Kerama-Inseln sind Teil des im März 2014 ausgewiesenen Keramashotō-Nationalparks. Auf Yakabi-jima leben Kerama-Hirsche, eine Unterart des Sikahirsches, die vermutlich im 17. Jahrhundert aus Kyūshū eingeführt wurde. Sie steht als Naturdenkmal unter Schutz und ist lediglich auf drei weiteren Kerama-Inseln verbreitet. Die Insel ist von Sandstränden und artenreichen Korallenriffen umgeben. Das klare Wasser ist bei Tauchern und Schnorchlern beliebt und als „Kerama Blue“ bekannt. Von Dezember bis April können in den Gewässern um die Kerama-Inseln Buckelwale und ihre Kälber beobachtet werden.